# Nam Rhodesia
Thuộc địa Nam Rhodesia là một thuộc địa tự quản của Anh ở nam châu Phi từ năm 1923 tới năm 1980, có lãnh thổ tương đương với Zimbabwe ngày nay. Sau Tuyên ngôn độc lập đơn phương vào năm 1965 thuộc địa này trở thành nhà nước Rhodesia tự xưng không được công nhận cho tới năm 1979 khi đổi tên thành Zimbabwe Rhodesia (cũng không được quốc tế công nhận). Sau một giai đoạn chịu sự kiểm soát tạm thời từ phía Anh Quốc do Hiệp định Lancaster House vào tháng 12 năm 1979, Zimbabwe chính thức ra đời vào tháng 4 năm 1980.

## Quốc kỳ

Cờ của Nam Rhodesia (1923-1953)
Liên bang Rhodesia và Nyasaland
Cờ của Rhodesia (1964-1968)
Cờ của Cộng hòa Rhodesia (1968-1979)
Cờ của Zimbabwe-Rhodesia (1979-1980)